# Zamieranie wierzchołków jałowca

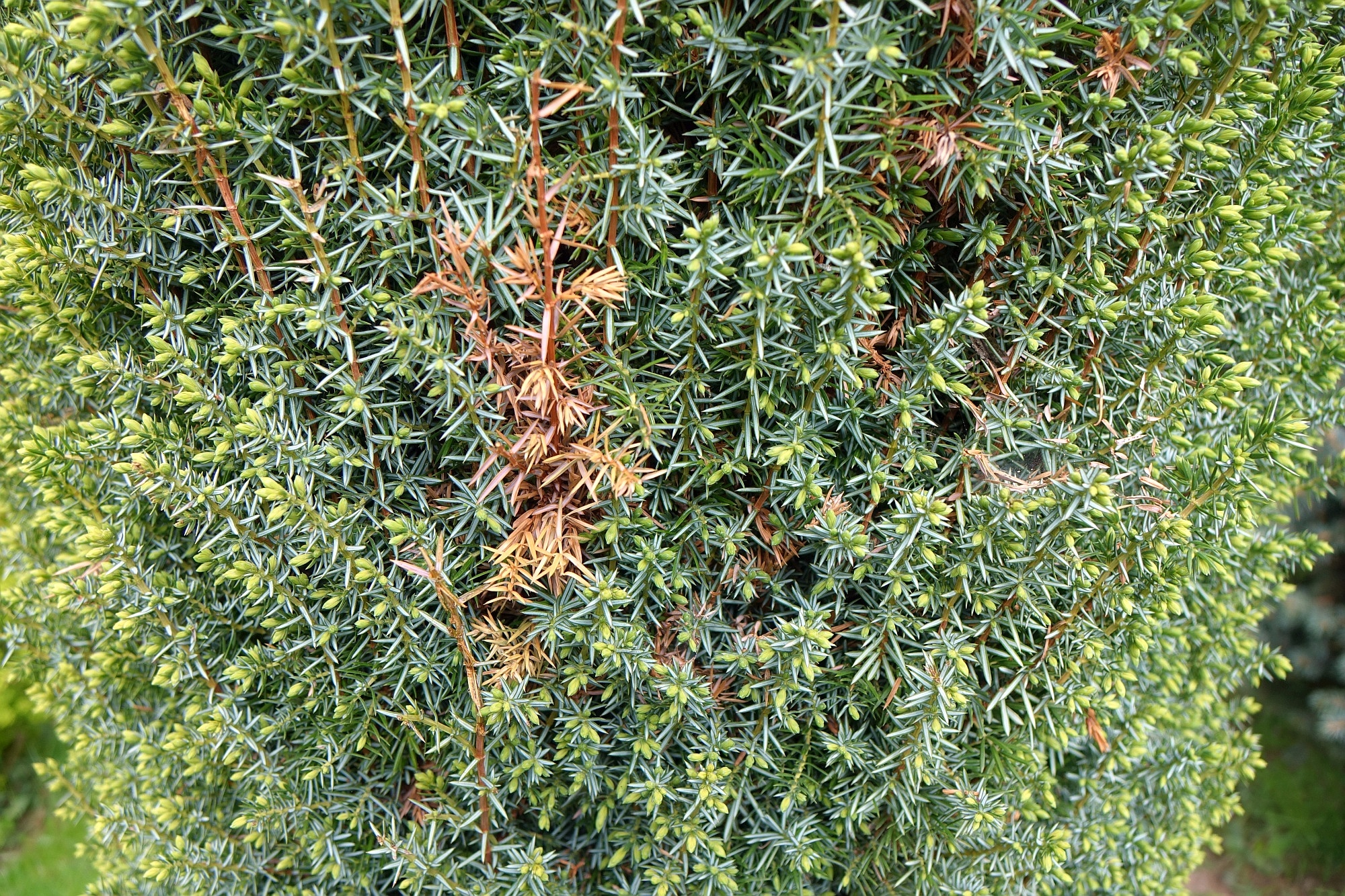
Zamieranie pęów jałowca pospolitego wywołane przez Kabatina juniperi

Zamieranie wierzchołków jałowca, zamieranie pędów jałowca (ang. Juniper Tip Blights) – choroba objawiająca się zamieraniem pojedynczych pędów jałowca (Juniperus). Jest jedną z chorób zaliczanych do grupy zamieranie pędów drzew i krzewów iglastych.

## Przyczyny
Przyczyn zamierania wierzchołków jałowca może być kilka:
- czynniki fizjologiczne, np. przemarznięcie, przesuszenie,
- owady
- grzyby chorobotwórcze[2].

Najczęściej przyczyną zamierania pędów jałowca są trzy gatunki grzybów: Diaporthe juniperivora, Kabatina juniperi i Sydowia polyspora. O tym, że przyczyną są grzyby świadczą występujące na porażonych pędach i liściach ich czarne lub szare owocniki o średnicy do 0,5 mm. Gdy przyczyną zamierania pędów są gąsienice licinka jałowcowiaczka, zaatakowane pędy są kruche i puste w środku i są w nich odchody larw w postaci wysypujących się trocin. Przesuszenie roślin wywołuje podobne objawy jak patogeny grzybowe, można je jednak odróżnić po tym, że przy przesuszeniu granica między żywymi i obumarłymi częściami pędów jest płynna i nie jest tak ostro odgraniczona, jak powodują to patogeny grzybowe. Przesuszenie drzewa i krzewów iglastych może nastąpić także zimą (tzw. susza fizjologiczna), gdyż nie tracą one liści i następuje w nich fotosynteza i transpiracja. Przesuszone pędy jałowców są łatwo atakowane przez osutkę jałowca.

## Objawy i szkodliwość
Charakterystyczną cechą choroby jest porażenie tylko niektórych pędów rośliny. Objawy choroby pojawiają się na szczycie pędów dolnych gałęzi. W miarę rozwoju patogenu następuje stopniowe porażanie pędów w kierunku głównej łodygi. Choroba jest szczególnie szkodliwa dla młodych roślin, rośliny mające ponad 5 lat są mniej poważnie uszkodzone. Objawy porażenia przez Diaporthe juniperivora i Kabatina juniperi są niemal identyczne, ale Diaporthe daje objawy w kwietniu i w maju oraz później dopiero w sierpniu i wrześniu, podczas gdy Kabatina już w lutym i marcu. Informacja ta jest ważna, rozwojowi Diaporthe można bowiem zapobiec profilaktycznymi opryskiwaniami, zwalczanie Kabatina juniperi jest niemożliwe.

## Zapobieganie chorobie i zwalczanie jej
- takie ich nasadzanie, by istniała cyrkulacja powietrza między nimi,
- unikaniu zranień pędów, zwłaszcza wiosną i jesienią,
- odpowiednie nawożenie i unikanie przenawożenia,
- podlewanie wczesnym rankiem, aby w ciągu dnia liście zdążyły obeschnąć,
- ograniczyć podlewanie późnym wieczorem i w nocy,
- wycinanie i niszczenie porażonych pędów (należy to robić podczas suchych letnich dni),
- unikanie zbyt silnego cięcia i strzyżenia,
- sadzenie odmian odpornych
- nawożenie iglaków również jesienią nawozami do iglaków. Wysoka w nich zawartość potasu reguluje ich gospodarkę wodną zapobiegając suszy fizjologicznej[3].

Gdy przyczyną choroby jest Diaporthe juniperivora można zatrzymać rozwój choroby przez opryskiwanie fungicydami. Wykonuje się je od momentu pojawiania się nowych przyrostów do ich całkowitego zdrewnienia. Zwykle wykonuje się dwa, trzy opryski wiosną w marcu i kwietniu i jeden, dwa opryski jesienią. Odstępy pomiędzy opryskami powinny wynosić 7–14 dni. Stosuje się do tego Miedzian, Topsin, Dithane lub mieszaninę Topsinu z Dithane (0,1% + 0,2%).